# Aniek van Koot
Aniek van Koot, née le 15 août 1990 à Winterswijk, est une joueuse néerlandaise de tennis en fauteuil roulant.

## Carrière
Aniek van Koot est née avec une jambe droite atrophiée. Après une série d'opérations correctives infructueuses, elle a finalement été amputée en 2002.
Elle pratique le tennis en fauteuil roulant en professionnel depuis 2000 et joue son premier tournoi international en 2009. Elle possède aujourd'hui trois titres du Grand Chelem en simple et vingt-trois en double. Elle a réalisé le Grand Chelem en double dames en 2013, associée à Jiske Griffioen.
Elle est également titulaire de sept médailles paralympiques, dont deux en or acquise en double aux côtés de Jiske Griffioen aux Jeux paralympiques 2016 à Rio de Janeiro et aux côtés de Diede de Groot aux Jeux paralympiques 2020 à Tokyo. Elle obtient également une médaille d'argent en simple aux Jeux paralympiques 2016, s'inclinant en finale face à sa partenaire habituelle en double, Jiske Griffioen.
Précédemment en 2012, van Koot avait décroché deux médailles d'argent, une en simple, s'inclinant en finale face à Esther Vergeer, et une en double également en compagnie de Jiske Griffioen.
Aux Jeux paralympique 2024 à Paris elle obtient la médaille de bronze en simple et la médaille d'argent en double dames avec Diede de Groot.
Elle atteint la 1re place mondiale en simple en 2013 et en double en 2010.

## Palmarès

### Jeux paralympiques
- Jeux paralympiques d'été de 2012 à Londres
  -  médaillée d'argent en simple dames
  -  médaillée d'argent en double dames avec Jiske Griffioen
- Jeux paralympiques d'été de 2016 à Rio de Janeiro
  -  médaillée d'argent en simple dames
  -  médaillée d'or en double dames avec Jiske Griffioen
- Jeux paralympiques d'été de 2020 à Tokyo
  -  médaillée d'or en double dames avec Diede de Groot
- Jeux paralympiques d'été de 2024 à Paris
  -  médaillée de bronze en simple dames
  -  médaillée d'argent en double dames avec Diede de Groot

### Titres enGrand Chelem
- Open d'Australie :
  - en simple en 2013
  - en double dames en 2010 avec Florence Gravellier, 2013, 2017 avec Jiske Griffioen, 2019, 2021, 2022 et 2023 avec Diede de Groot
- Roland-Garros :
  - en double dames en 2010 avec Daniela Di Toro, 2013, 2015 avec Jiske Griffioen, 2018, 2019, 2020, 2021, 2022 et 2024 avec Diede de Groot
- Wimbledon :
  - en simple en 2019
  - en double dames en 2012, 2013 avec Jiske Griffioen et 2019 avec Diede de Groot
- US Open :
  - en simple en 2013
  - en double dames en 2013, 2015 avec Jiske Griffioen, 2019, 2021 et 2022 avec Diede de Groot

### Masters

#### Victoires au Masters en simple (1)
| Année | Lieu    | Finaliste       | Résultat      |
| ----- | ------- | --------------- | ------------- |
| 2014  | Londres | Jiske Griffioen | 3-6, 6-4, 6-1 |

#### Victoires au Masters en double (7)
| Année | Lieu          | Partenaire      | Finalistes                      | Résultat |
| ----- | ------------- | --------------- | ------------------------------- | -------- |
| 2010  | Bergame       | Sharon Walraven | Lucy Shuker / Jordanne Whiley   | 7-5, 6-3 |
| 2012  | Amsterdam     | Jiske Griffioen | Sabine Ellerbrock / Yui Kamiji  | 6-0, 6-3 |
| 2015  | Mission Viejo | Jiske Griffioen | Yui Kamiji / Jordanne Whiley    | 7-6, 6-4 |
| 2018  | Bemmel        | Marjolein Buis  | Louise Hunt / Dana Mathewson    | 6-3, 6-1 |
| 2019  | Orlando       | Diede de Groot  | Lucy Shuker / Jordanne Whiley   | 6-2, 6-2 |
| 2021  | Orlando       | Diede de Groot  | Momoko Ohtani / Zhu Zhenzhen    | 6-3, 6-3 |
| 2022  | Oss           | Diede de Groot  | Momoko Ohtani / Jiske Griffioen | 6-0, 6-4 |